# Seiya Yamaguchi
Seiya Yamaguchi (山口 聖矢 Yamaguchi Seiya?), född 2 september 1993 i Kanagawa prefektur, är en japansk fotbollsspelare.
Yamaguchi började sin karriär 2016 i Saurcos Fukui. 2017 flyttade han till SC Sagamihara.